# Lispe flavipes
Lispe flavipes är en tvåvingeart som beskrevs av Stein 1913. Lispe flavipes ingår i släktet Lispe och familjen husflugor. Inga underarter finns listade i Catalogue of Life.